# Tiggiano (przystanek kolejowy)
Tiggiano (włoski: Stazione di Tiggiano) – przystanek kolejowy w Tiggiano, w prowincji Lecce, w regionie Apulia, we Włoszech.
Przystanek jak i linia kolejowa jest obsługiwana przez Ferrovie del Sud Est. Znajduje się na linii Maglie – Gagliano del Capo.

## Linie kolejowe
- Maglie – Gagliano del Capo

## Usługi
Usługi dostępne na stacji:
- Kasy biletowe
- Toalety
- Poczekalnia
- Bar